# Joseph Kössing
Joseph Kössing (* 2. September 1804 in Mimmenhausen; † 3. Juni 1891 in Freiburg im Breisgau) war ein deutscher römisch-katholischer Theologe und Geistlicher.

## Leben
Kössing absolvierte das Gymnasium in Konstanz und studierte ab 1824/1825 an der Universität Freiburg im Breisgau Theologie, unter anderem unter Leonhard Hug. Am 19. September 1829 empfing er seine Priesterweihe. Anschließend wurde er Vikar in Zell im Wiesental. Dort verblieb er für vier Jahre.
Kössing kam 1833 als Repetitor an das Priesterseminar Freiburg. 1835 wurde er zum Subregens des Seminars befördert. Als das Priesterseminar 1843 in das ehemalige Kloster St. Peter auf dem Schwarzwald verlegt wurde, erhielt er umgehend die Stelle des Regens. Annähernd zwanzig Jahre leitete er schließlich das Priesterseminar. Ebenfalls 1843 erschien seine Dissertation unter dem Titel Liturgische Vorlesungen über die heilige Messe, mit der er an der Freiburger Universität zum Doktor der Theologie promoviert wurde und die zu seiner Zeit in Fachkreisen sehr positiv aufgenommen wurde. Im selben Jahr schlug ihn Johannes von Geissel für einen Lehrstuhl an der Theologischen Fakultät der Universität Bonn vor, was allerdings vom zuständigen Ministerium abgelehnt wurde.
Kössing, der als scharfsinniger Gelehrter galt, wurde 1859 zum fürsterzbischöflichen Geistlichen Rat und am 29. März 1862 zum Domkapitular des Erzbistums Freiburg ernannt. Nach dem Tod von Erzbischof Hermann von Vicari wurde er aus dem Kapitel heraus auch als Nachfolger gehandelt, allerdings wollte Kössing nicht für das Amt vorgeschlagen werden. Nach seinem goldenen Priesterjubiläum 1879 lebte er weitgehend zurückgezogen und verkehrte, abgesehen von dienstlichen Verpflichtungen, nur mit einem engen Kreis an Freunden, darunter der Freiburger Professor Adalbert Maier.
Kössing lieferte mehrere Artikel im Bereich Liturgik zum Kirchen-Lexikon oder Encyclopädie der katholischen Theologie und ihrer Hilfswissenschaften von Heinrich Joseph Wetzer und Benedikt Welte.
Der Freiburger Theologieprofessor Friedrich Kössing war sein Neffe.

## Werke (Auswahl)
- Der Unterschied der griechischen und römischen Liturgie, nachgewiesen am Meß-Canon. In: Zeitschrift für Theologie 6. Band (1841), S. 225–275.
- Die Anfänge der liturgischen Exegese im Abendland. In: Zeitschrift für Theologie, 10. Band (1843), S. 238–276.
- Liturgische Vorlesungen über die heilige Messe Förderer, Villingen 1843.
  - 3. Auflage unter dem Titel: Liturgische Erklärung der heiligen Messe, Manz, Regensburg 1869.